# Авангард (стадіон, Прип'ять)
«Авангард» — занедбаний стадіон у Прип'яті (Київська область), планувався використовуватися як міський стадіон та домашня арена місцевого футбольного клубу «Будівельник».

## Загальна інформація
Стадіон побудований 1986 року. Офіційне відкриття планувалося на 1 травня 1986 року, однак в результаті Чорнобильської катастрофи 26 квітня 1986 року арена так і не була відкрита. Де-факто стадіон 26 квітня 1986 року був закритий, не будучи відкритим, оскільки на ньому так і не відбулося жодного матчу чи культурного заходу.
Стадіон має одну головну трибуну та бігові доріжки навколо ігрового поля. Нині на полі стадіону ростуть дерева, а конструкції трибун поступово руйнуються. Арена є популярною локацією серед сталкерів та екскурсантів, які відвідують Чорнобильську зону відчуження.
Першим офіційним поєдинком повинен був стати матч місцевого «Будівельника» проти «Шахтаря» з Олександрії 9 травня 1986 року в рамках Чемпіонату УРСР серед КФК.

## Галерея
|         |
| Трибуни |

|         |
| Трибуни |

|                               |
| Головна трибуна у червні 2019 |